# Karnauchiwka (obwód dniepropetrowski)
Karnauchiwka (ukr. Карнаухівка) – osiedle typu miejskiego na Ukrainie, w obwodzie dniepropetrowskim, w rejonie kamjańskim, w hromadzie Kamjanśke. W 2001 liczyło 6469 mieszkańców, spośród których 5774 wskazało jako ojczysty język ukraiński, 620 rosyjski, 5 mołdawski, 1 bułgarski, 11 białoruski, 17 ormiański, 29 romski, 1 polski, 1 niemiecki, 1 jidysz, a 9 inny.